# Lorenzo Pasinelli
Lorenzo Pasinelli (Bologna, 4 settembre 1629 – Bologna, 4 marzo 1700) è stato un pittore italiano del periodo barocco della scuola bolognese.

## Biografia
Studiò presso Simone Cantarini, nonostante questa esperienza le sue opere hanno un sapore manierista. Dopo il 1648 collaborò con Flaminio Torre.

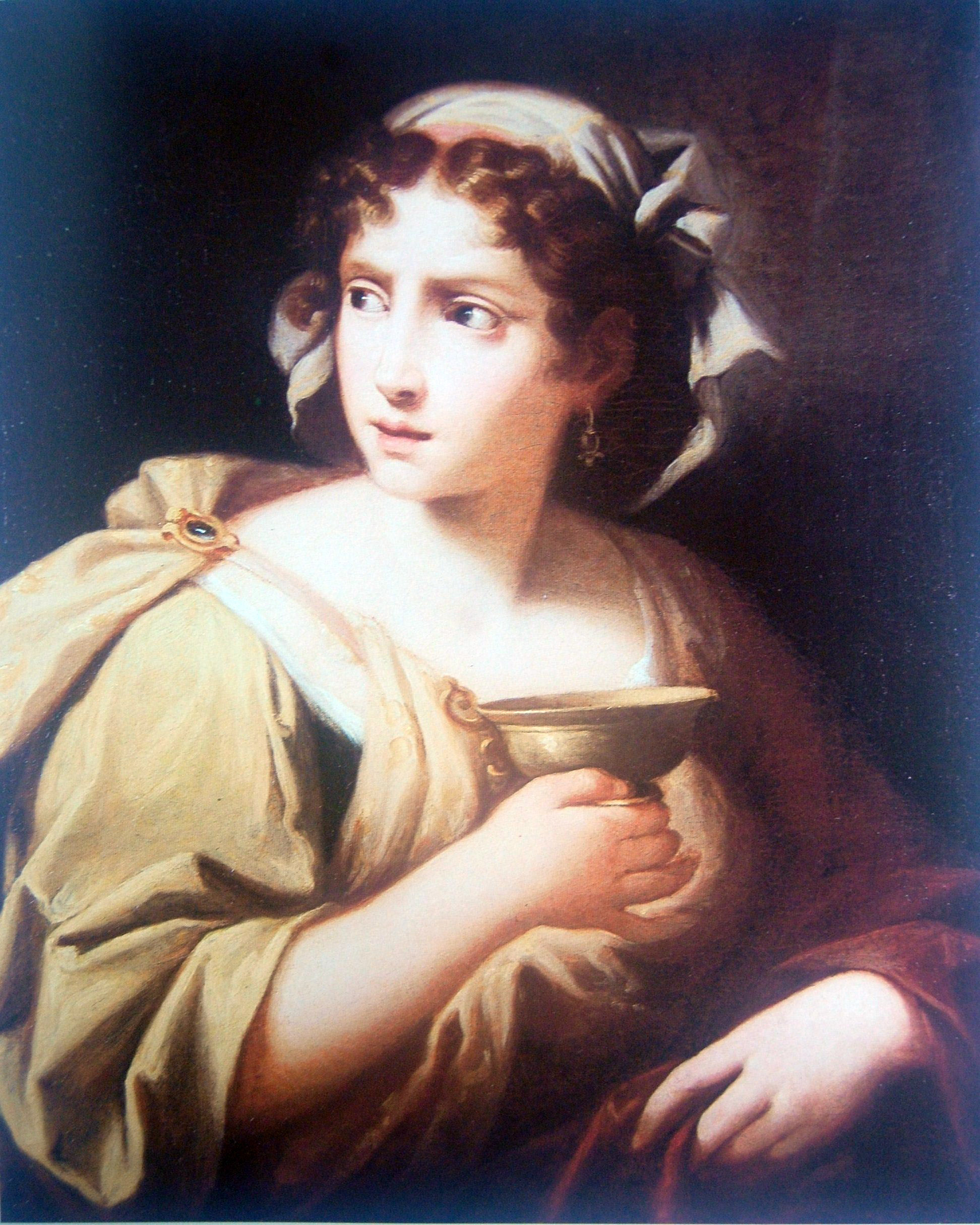
Sofonisba - collezione privata (Torino)

Presso il suo studio transitarono Giovanni Antonio Burrini, Gioseffo dal Sole, Giovanni Pietro Zanotti, Giuseppe Maria Mazza, Ercole Fava, Donato Creti, Maria Caterina Locatelli, Giuseppe Gambarini e Domenico Maria Muratori.

## Opere

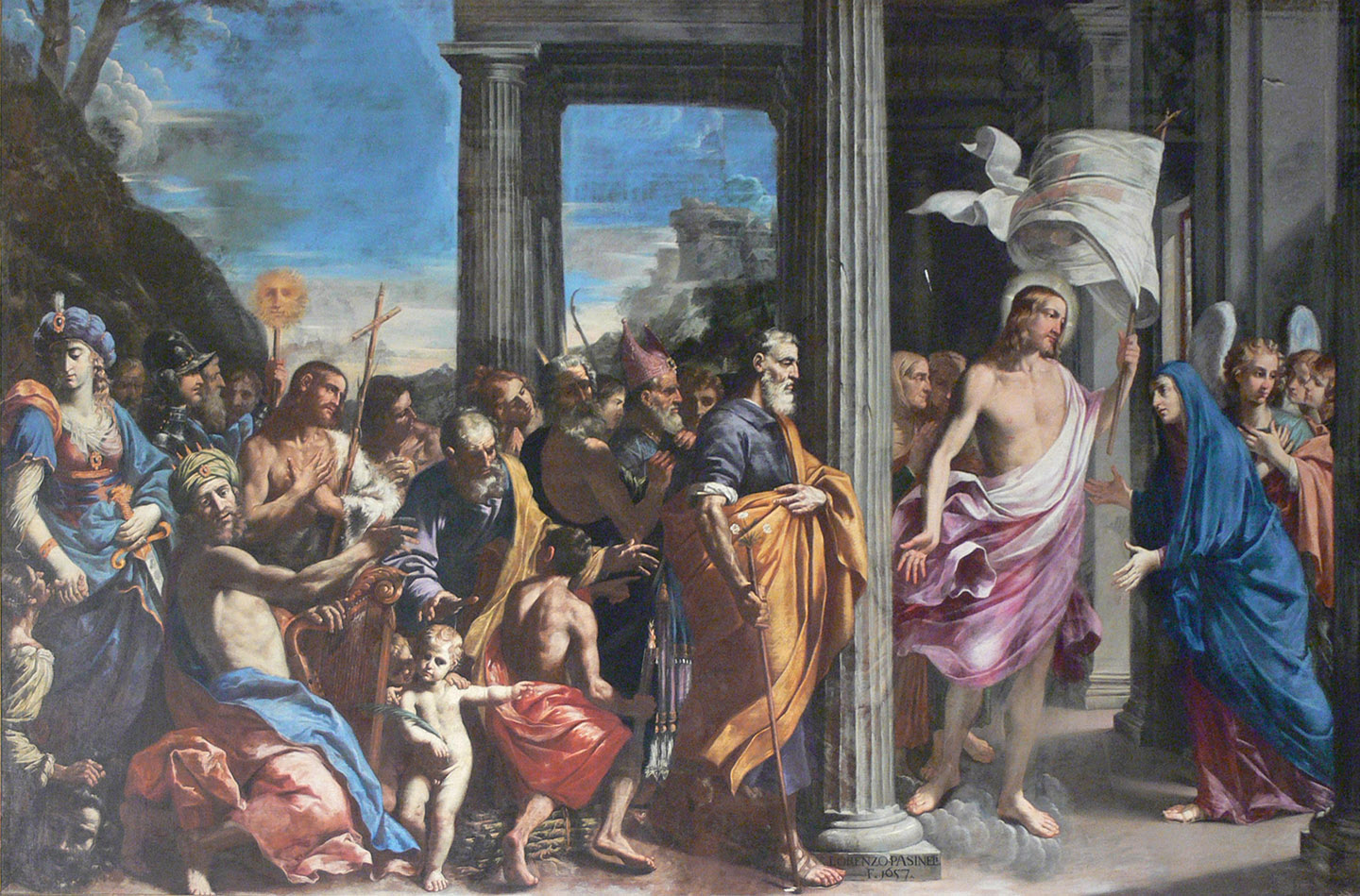
Entrata di Cristo in Gerusalemme nella Chiesa di San Girolamo di Casara

Dipinse il Miracolo di Sant'Antonio che si trova presso la basilica di San Petronio di Bologna e per il senatore locale Francesco Ghisileri Amore disarmato dalle ninfe di Diana che si trova presso la Galleria BPER Banca di Modena.
Attribuito a Pasinelli, nella stessa collezione, si trova il dipinto allegorico, piuttosto atipico per il suo stile, Giovane donna con una gabbia aperta.
Dipinse inoltre una Sacra Famiglia e una Resurrezione dei morti per la chiesa di San Francesco di Bologna ed un'Entrata di Cristo in Gerusalemme per la Certosa di Bologna.